# Vivi Laurent-Täckholm

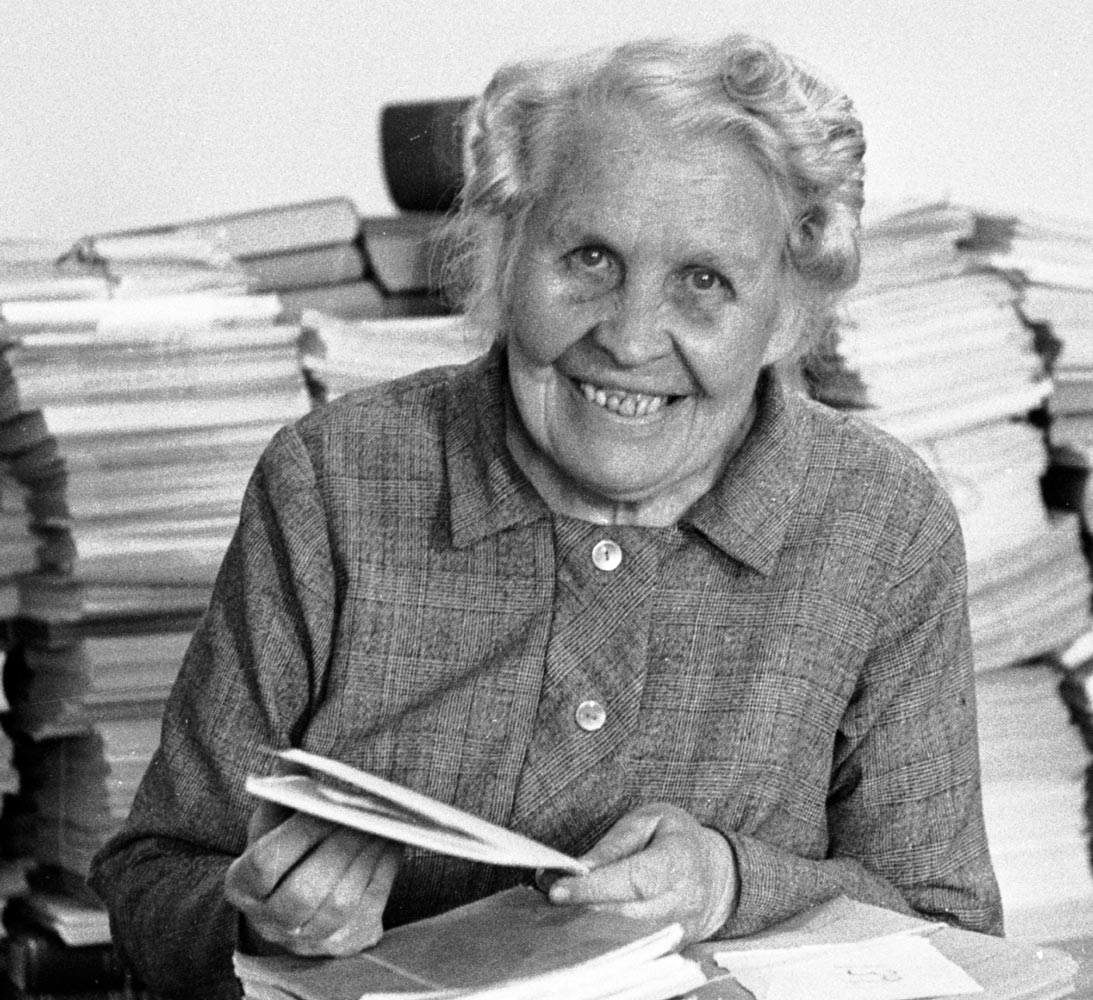
Vivi Laurent-Täckholm

Vivi Laurent-Täckholm (* 7. Januar 1898 in Danderyd; † 3. Mai 1978 in Stockholm) war eine schwedische Botanikerin und Kinderbuchautorin. Ihr offizielles botanisches Autorenkürzel lautet „Täckh.“   

## Leben
Vivi Laurent war die Tochter des Arztes Wilhelm Edvard Laurent und Lilly Jenny Karolina Bergstrand. An der Universität Stockholm studierte sie Botanik und schloss dieses Studium im Jahr 1921 ab. Von 1921 bis 1923 reiste sie durch die Vereinigten Staaten. In dieser Zeit schrieb sie ausführliche Briefe an ihre Familie, die später in zwei Büchern herausgegeben wurden Vivis resa (1923) und Vivis resa II (1924). Ihr erstes Kinderbuch Sagan om Snipp, Snapp, Snorum veröffentlichte sie 1925.
Laurent heiratete im Jahr 1926 den Botaniker Gunnar Täckholm (1891–1933). Mit ihm zog sie im selben Jahr nach Ägypten und forschte dort gemeinsam mit ihrem Mann zur historischen und modernen Flora Ägyptens. Ihr Hauptwerk Flora of Egypt, Band 1 erschien im Jahr 1941, sieben Jahre nach dem Tod ihres Mannes.

## Laufbahn
Während des Zweiten Weltkriegs kehrte sie nach Schweden zurück und arbeitete in Stockholm für eine Zeitung. Nach dem Ende des Krieges zog sie wieder nach Ägypten. Sie wurde im Jahr 1946 als Professorin für Botanik an die Universität Kairo berufen und im Jahr 1947 an die Universität Alexandria. Ein Jahr später kehrte sie an die Universität Kairo zurück. Die Ehrendoktorwürde in Philosophie wurde ihr 1952 von der Universität Stockholm verliehen.
Laurent-Täckholm widmete den größten Teil ihrer Karriere dem Studium und der Lehre über die Flora Ägyptens. Sie baute ein modernes, gut ausgestattetes Botanisches Institut an der Universität von Kairo und sammelte in ihrem Herbarium etwa 100.000 Pflanzen aus der ganzen Welt. Schwerpunkte ihrer Sammlung waren Pflanzen aus Ägypten, Libanon, Arabien und dem Sudan. Damit machte sie es zum größten Herbarium in Afrika.
Dank ihrer schwedischen Kontakte schickte die Landwirtschaftliche Akademie in Stockholm eine 700 kg schwere Literaturbibliothek und Gustav VI. Adolf von Schweden finanzierte den Ankauf ausländischer Literatur. SIDA spendete eine Mikrofilmsammlung von mehr als einer halben Million Buchseiten und Herbariumproben. Dank der Knut und Alice Wallenbergs Stiftung an der Universität Stockholm konnte die Universität ein Labor für die Pollenanalyse einschließlich eines Elektronenmikroskops aufbauen. Während der Zeit von Laurent-Täckholm lehrten in der Abteilung ungefähr 20 Professoren und andere Lehrbeauftragte und es studierten dort über 2000 Studenten.
Vivi Laurent-Täckholm starb auf einer Reise nach Schweden am 3. Mai 1978 in Stockholm. Ihr Grab befindet sich in Uppsala.

## Auswahl Veröffentlichungen
- Vivis resa. Ett år som piga från New York till San Francisco, 1923
- Vivis resa II. Från Saltsjöbaden till Pacifikens stränder, 1924
- Sagan om Snipp, Snapp, Snorum (1926)
- En skolflicka berättar, 1927
- Katt: en kärlekssaga berättad och tecknad, 1936
- Som husmor i Egypten, 1937
- Bättre än svarta börsen: Vivi berättar hur hon lever gott och riktigt på kupongerna. Utg. av Husmodern. [Recepten av Capucine. Illustr. av Gunila Stierngranat], 1942
- Husmoderns blomsterlexikon, vol I o II, 1946
- Hemmet blommar, en liten handbok i krukväxtodlin, 1949
- Faraos blomster: en kulturhistorisk-botanisk skildring av livet i Gamla Egypten, 1951
- Våra hav: En bok för stora och små, bilder av Veronica Leo, 1978
- Öknen blommar, 1969
- Lillans resa till månen: En saga för stora och små, bilder av Veronica Leo, 1976
- Egypten i närbild, 1964
- Sagans minareter: En bok om islam, 1971
- Levande forntid: Strövtåg i Kairomuseet, 1967
- Egyptisk vardag, 1966
- Faraos barn: Kopterna i Egypten, 1965
- Students Flora of Egypt. 2:a utgåvan tryckt i Beirut 1974. Publ. av Universitetet i Kairo. En grön "bibel" på 888 sidor!